# Piz Timun
Piz Timun lub Pizzo d' Emet to szczyt w pasmie Oberhalbsteiner Alpen, w Alpach Retyckich. Leży na granicy między Szwajcarią (Gryzonia), a Włochami (Lombardia. Szczyt ten należy do grzbietu, w którym wyróżnić można szczyty: Monte Mater (3023 m), Pizzo Sterla (2948 m), Pizzo d'Emet (3201 m), Guglie d'Altare (3178 m) i Pizzo della Palù (3172 m) oraz kilka mniejszych szczytów. Grzbiet ten ciągnie się przez blisko 9 km, od Passo Groppera do Val Ferrera.